# 高橋李依
高橋 李依（たかはし りえ、1994年2月27日 - ）は、日本の女性声優、歌手。埼玉県出身。81プロデュース所属。声優ユニット・イヤホンズのメンバーであり、リーダーを務めている。所属レーベルはEVIL LINE RECORDS（イヤホンズ）およびA-Sketch/Astro Voice（ソロ活動）。公式メンバーズクラブ「たかは私立りえ高校」を開設している。
代表作は、『この素晴らしい世界に祝福を！』（めぐみん）、『Re:ゼロから始める異世界生活』（エミリア）、『魔法つかいプリキュア!』（朝日奈みらい / キュアミラクル）、『【推しの子】』（アイ）、『それが声優!』（一ノ瀬双葉）、『からかい上手の高木さん』（高木さん）、『ゆるキャン△』（斉藤恵那）、『Fate/Grand Order』（マシュ・キリエライト〈2代目〉）など。

## 来歴
埼玉県立越谷南高等学校出身。放送部に所属していた2年生時、アニメ甲子園2010-2011ボイスアクト部門優秀賞を受賞。
2011年8月、第5回81オーディション特別賞、日本BS放送賞を受賞。
2012年3月の高校卒業と同時に81プロデュース付属の養成所である「81ACTOR'S STUDIO」に入所。同年6月には新人声優ユニット「Anisoni∀（アニソニア）」のメンバーとして活動を開始。
2013年3月に81ACTOR'S STUDIOを卒業、4月から81プロデュースに所属する。2013年7月放送のテレビアニメ『ステラ女学院高等科C3部』の女子C役で声優デビュー。
2015年7月のテレビアニメ『それが声優!』にてテレビアニメ初主演。メインキャストを務めた長久友紀、高野麻里佳と共に声優ユニット・イヤホンズを結成。
2016年3月に第10回声優アワードで新人女優賞を受賞。
2017年3月に『Re:ゼロから始める異世界ラジオ生活』のパーソナリティとして第3回アニラジアワード 最優秀女性ラジオ賞・新人賞を受賞。
2019年3月に第5回アニラジアワードで『Fate/Grand Order カルデア・ラジオ局』のパーソナリティとして最優秀女性ラジオ賞を田中美海とともに受賞した。
2021年2月にはイヤホンズと両立する形で個人名義のソロアーティスト活動を開始することを発表。また、同年4月には公式メンバーズクラブ「たかは私立りえ高校」を開設。6月23日にA-Sketch/Astro Voiceより1st EP「透明な付箋」をリリース。
2022年3月に第16回声優アワードで助演女優賞を受賞。
2025年4月、かねてより症状のみられた声帯結節による嗄声の治療のため手術を受けること、および術後1ヶ月ほど休養することを所属事務所を通じて発表。その後、5月に復帰を報告。

## 人物
弟がいる。
小学生になる前の幼い時期になりたいと思っていた職業は歌手。学生時代に得意だった教科は生物。自他共に認める重度のショタコン。
声優を目指したきっかけは、中学生のころ、テレビアニメ『ひぐらしのなく頃に』のキャラクター北条悟史を見たからである。
役を演じる際には、まず演じるキャラクターを構成する要素を書き出し、アフレコ現場でそれが合っているかどうかを確認する、その上で、あとは感覚で芝居をするという。
また、役を演じる前にそのキャラクターが好きなものを食べることを心掛けている。
愛称は、りえりー、りーちゃん、ちろりーなどがある。現在では一般的な愛称として親しまれている「りえりー」は、イヤホンズの活動内で新たに名付けられた愛称である。「ちろりー」については、2014年5月27日のニコニコ生放送『アンジュ・ヴィエルジュ 声優オーディション結果発表SP!』において「チロルチョコのパッケージ集め」という趣味と「李依（りえ）」という下の名前をストレートに音読みした「りい」を組み合わせて作られた。なお具体例として、同じイヤホンズのメンバーの高野麻里佳、長久友紀からは「りえりー」、水瀬いのり、雨宮天からは「りーちゃん」と呼ばれている。
好きなアーティストはFUNKY MONKEY BABYS、ずっと真夜中でいいのに。など。趣味はエレキギター、ネイルアート、100円ショップ巡り。特技は側転。
好きな言葉は「失敗は経験だと思えたら成功になる」。
親交のある声優に、自身がユニットリーダーを務めるイヤホンズの高野麻里佳と長久友紀をはじめ、相坂優歌、上田麗奈、大橋彩香、雨宮天らがいる。特に高野、長久とは、本人たちのTwitterにて3人の仲の良さがうかがえるやり取りが時折発信されている。さらに上田とは同い年かつ事務所の同期であり、互いの自宅に泊まりに行くほどの仲であるものの長年仕事での共演を果たせず、そのことがきっかけで『高橋李依・上田麗奈 仕事で会えないからラジオはじめました。』を音泉にてスタートさせた。雨宮からは誕生日に手作りケーキをプレゼントされたこともある。
尊敬している声優に小林裕介、福島潤、松岡禎丞、阿部敦の名前を挙げており、先輩の中でも特に男性声優にお世話になっていると語っていて、自身の芝居やスタンスに大きな影響を受けているという。
自他共に認める厨二病であり、学生時代にはポエムを書いていた。
自身が出演しているテレビアニメ『この素晴らしい世界に祝福を!』では、自身が演じる『めぐみん』が使う魔法（爆裂魔法）の詠唱を自分で考えている。また本人曰く、その詠唱一つ一つに自身の想いや意味を込めている。『異世界かるてっと2』第六話では、CVとしてだけではなく、詠唱設定協力としてもクレジットされている。
かねてよりライブ・イベント活動においては「来場するファン全員に気持ちよく楽しんでもらえる環境づくり」を第一に考えており、単独イベントの際は必ず「【R・I・E】（R：理性、I：いたわり、E：エネルギー）」という自身の名前になぞらえたスローガンを掲げ、公演中はもとよりあらゆる場面でのマナーアップの呼び掛けを徹底している。

## 出演
太字はメインキャラクター。

### 劇場アニメ
2015年
- 劇場版 弱虫ペダル（ヒロくんの彼女）
- 心が叫びたがってるんだ。（宇野陽子）

2016年
- 映画プリキュアシリーズ（2016年 - 2024年、朝日奈みらい / キュアミラクル） - 9作品

2018年
- 文豪ストレイドッグス DEAD APPLE（辻村深月）

2019年
- 斗え!スペースアテンダントアオイ（リリィ）
- 映画 この素晴らしい世界に祝福を！紅伝説（めぐみん）

2020年
- 劇場版 ハイスクール・フリート（長澤君江）
- 劇場版 SHIROBAKO（藤明日香、内田茜、ラジオアシスタント）
- 劇場版 Fate/Grand Order -神聖円卓領域キャメロット- / -冠位時間神殿ソロモン-（2020年 - 2021年、マシュ・キリエライト） - 3作品

2021年
- 劇場版 美少女戦士セーラームーンEternal（ベスベス / セーラーベスタ） - 前後編
- 劇場編集版 かくしごと -ひめごとはなんですか-（後藤姫）

2022年
- ブルーサーマル（望田薫）
- 劇場版 からかい上手の高木さん（高木さん）
- 劇場版 異世界かるてっと 〜あなざーわーるど〜（めぐみん、エミリア）
- 映画 ゆるキャン△（斉藤恵那）

2023年
- 劇場版 美少女戦士セーラームーンCosmos（セーラーベスタ）
- 大雪海のカイナ ほしのけんじゃ（リリハ）

2024年
- BLOODY ESCAPE -地獄の逃走劇-（フェレス）
- シノアリス 一番最後のモノガタリ（ドロシー）
- i☆Ris the Movie - Full Energy!! -（シロリス）
- がんばっていきまっしょい（高橋梨衣奈）

2025年
- ひゃくえむ。（浅草）

### OVA
2014年
- 12歳。（女子1） - 『ちゃお』2014年5月号付録
- マギ シンドバッドの冒険（ヒナのいとこ） - コミックス第5巻OVA付き特別版

2015年
- 四月は君の嘘（せつこ） - コミックス第11巻DVD付き限定版
- 第三飛行少女隊（アナウンス） - 「SHIROBAKO」Blu-ray&DVD第7巻特典OVA
- 東京喰種トーキョーグール【JACK】（野球少年）

2016年
- この素晴らしい世界に祝福を!（2016年 - 2017年、めぐみん） - 小説第9・12巻各オリジナルアニメブルーレイ付き同梱版

2018年
- ゆらぎ荘の幽奈さん（2018年 - 2020年、雨野狭霧） - コミックス第11・12・24巻アニメBD同梱完全受注限定版
- からかい上手の高木さん（高木さん） - コミックス第9巻OAD付き特別版
- Re:ゼロから始める異世界生活シリーズ（2018年 - 2019年、エミリア） - 2作品

2020年
- ゆるキャン△スペシャルエピソード（斉藤恵那）

2021年
- Fate/Grand Carnival（マシュ・キリエライト）

2022年
- とつくにの少女（シーヴァ）

2023年
- OVA アズールレーン Queen's Orders（モントピリア）

### Webアニメ
2015年
- 超次元変形フレームロボ（タイチ）

2016年
- モンスターストライク（野田茜）
- 弱酸性ミリオンアーサー（リフォール、マシロ）

2017年
- 機動戦士ガンダム サンダーボルト（チャウ・ミン）

2018年
- DEVILMAN crybaby（ターコ）
- キスまで、あと1秒。（一戸六花）

2019年
- Fate/Grand Order -絶対魔獣戦線バビロニア- Episode 0 Initium Iter（マシュ・キリエライト）

2020年
- 爆丸アーマードアライアンス（2020年 - 2021年、ダン・クーソー）
- Re:ゼロから始める休憩時間 2nd season（エミリア）
- 彼女、お借りします ぷち（2020年 - 2023年、桜沢墨）
- 十年分の私へ（海） ※日本エステティック業協会コンセプトムービー

2021年
- 爆丸ジオガンライジング（2021年 - 2022年、ダン・クーソー）
- 天才王子の赤字国家再生術 ショートドラマ（2021年 - 2022年、ニニム・ラーレイ）
- 月曜日のたわわ2（前髪ちゃん）
- ガンダムブレイカー バトローグ（ミヤマ・サナ）

2022年
- 爆丸エボリューションズ（2022年 - 2023年、ダン・クーソー）
- 賭ケグルイ双（三春滝咲良）
- 悪役令嬢なのでラスボスを飼ってみました ミニ（アイリーン・ローレン・ドートリシュ）
- ロマンティック・キラー（星野杏子）
- Fate/Grand Order 藤丸立香はわからない（2022年 - 2025年、マシュ・キリエライト、犬士） - 3シリーズ + 特別編2作品

2023年
- 爆丸レジェンズ（ダン・クーソー）
- グッド・ナイト・ワールド（神室花）

2024年
- 魔法少女ホロウィッチ!（アエル）

### ゲーム
2014年
- アルノサージュ〜生まれいずる星へ祈る詩〜（タットリア）
- アンジュ・ヴィエルジュ 〜第2風紀委員 ガールズバトル〜（ユーフィリア）
- 俺タワー -Over Legend Endless Tower-（やすり、パンタグラフジャッキ、マテリアルハンドラ、自由断面掘削機）
- 白猫プロジェクト（リーゼロッテ・フレンディア / クマロン）
- 幕末Rock（女の子）

2015年
- 幻獣契約クリプトラクト（アテナ、マーガレット）
- Go!プリンセスプリキュア シュガー王国と6人のプリンセス!（スパイス / ソルト）
- ザクセスヘブン（天園雅、ハヅキ）
- 新約アルカナスレイヤー（ファナ）
- 戦国アスカZERO（久間井、ルイス・フロイス）
- フューチャーカード バディファイト 友情の爆熱ファイト!（天道勇気）
- 嫁コレ（一ノ瀬双葉）

2016年
- あんさんぶるガールズ!!（氷野くるみ）
- Caligula -カリギュラ-（篠原美笛）
- 逆襲のファンタジカ: ブラッドライン（テオ、ニーナ）
- クイズRPG 魔法使いと黒猫のウィズ（カナメ・バルバロッサ）
- グランブルーファンタジー（2016年 - 2024年、エリン、ハイラ）
- Shadowverse（2016年 - 2023年、水竜神の巫女、エリン、豊穣の季節、グリュネ、ファントムピアニスト、エミリア）
- グリモア〜私立グリモワール魔法学園〜（2016年 - 2018年、直樹美紀、めぐみん)
- 神獄塔 メアリスケルター（親指姫）
- 新約アルカナスレイヤー（ファナ）
- SOUL REVERSE ZERO（メルメル、お市、メラニッペ、上杉謙信）
- Fate/Grand Order（2016年 - 2024年、マシュ・キリエライト〈2代目〉、マンガで分かるライダー） - 4作品
- BLADE ‐ブレイド 天から堕ちる千の刃‐（エヴァ）
- ブレイブソード×ブレイズソウル（バステト＝ステラ、セクメト＝イブ）
- ぼくたちのプロマネ!（小泉茜）
- マジガーーーーール!!!（一之瀬加奈）

2017年
- ファントム オブ キル（2017年 - 2018年、めぐみん、エミリア）
- プリキュア つながるぱずるん（朝日奈みらい / キュアミラクル）
- ブレイブリーデフォルト フェアリーズエフェクト（リズ）
- Re:ゼロから始める異世界生活 -DEATH OR KISS-（エミリア）
- あくしず戦姫 〜戦場を駆ける乙女たち〜（M26パーシング重戦車）
- 保険ヒーローMARINE（京真凛、ホケンちゃん）
- 天華百剣 -斬-（桑名江）
- 戦艦少女R（ジャッカル、初雪、ボーグ）
- オルタンシア・サーガ -蒼の騎士団-（ヴィクトリア）
- プロジェクト東京ドールズ（南田香奈）
- ラジアントヒストリア パーフェクトクロノロジー（エルーカ）
- おどりたが〜る! -祭り短し踊れよ乙女-（逢坂芽実）
- Q＆Qアンサーズ（リタ）
- 神式一閃 カムライトライブ（ニコリ）
- 最終戦艦withラブリーガールズ（ビスマルク、プリンツ・オイゲン、ティルピッツ、U-81、グレミャーシチイ）
- マギアレコード 魔法少女まどか☆マギカ外伝（美凪ささら）
- 御城プロジェクト:RE（エディンバラ城、高遠城、クロンボー城）
- この素晴らしい世界に祝福を！ ADVゲームシリーズ（2017年 - 2020年、めぐみん） - 2作品
- SINoALICE -シノアリス-（2017年 - 2019年、ドロシー、エミリア）
- グランツーリスモSPORT（ナレーション）
- アンジュ・ヴィエルジュ 〜ガールズバトル〜（めぐみん）
- デスティニーチャイルド（アリア）
- ファイアーエムブレム ヒーローズ（2017年 - 2024年、フィヨルム、ニフル）
- ベイブレードバースト ゴッド（ゲームオリジナル主人公）
- きららファンタジア（2017年 - 2021年、直樹美紀、勝木翼、斉藤恵那）
- アイドルマスター ステラステージ（詩花）

2018年
- テイルズ オブ アスタリア（詩花）
- D×2 真・女神転生 リベレーション（上田リリン / アイリーン）
- CARAVAN STORIES（エメット）
- レイヤードストーリーズ ゼロ（クオン&バルザー、美久佐カンナ）
- ORDINAL STRATA -オーディナル ストラータ-（リディア）
- 星のカービィ スターアライズ（フラン・ルージュ）
- Caligula Overdose -カリギュラ オーバードーズ-（篠原美笛）
- かんぱに☆ガールズ（めぐみん、エミリア）
- ヴァイタルギア（ルティエ）
- 白猫テニス（エミリア、めぐみん）
- 超回転 寿司ストライカー The Way of Sushido（ムサシ〈主人公・女の子〉）
- デジモンリアライズ（新城ミチ）
- 神獄塔 メアリスケルター2（親指姫）
- ヴァンパイア†ブラッド（2018年 - 2019年、設楽愛実、夜纏唯月、十六夜エリカ）
- アイドルマスター ミリオンライブ! シアターデイズ（2018年 - 2024年、詩花）
- アズールレーン（マサチューセッツ、モントピリア）
- ドールズフロントライン（OTs-44）
- ボーダーブレイク（ミコト）
- クラッシュフィーバー（2018年 - 2022年、エミリア、めぐみん）
- アークザラッド R（リア）
- ボンバーガール（クロ）
- レッ釣りGO!（アユミ、メイド
- ワイルドアームズ ミリオンメモリーズ（クラリッサ・アウィル）
- 女子小学生はじめましたP!（夢川るる）
- ベイブレードバースト バトルゼロ（ゲームオリジナル主人公）
- グリムノーツ Repage（リズ、マザー・グース）
- ましろウィッチ 真夜中のメルヒェン（朝日向万那〈ぽんこつ〉）
- ゆらぎ荘の幽奈さん 湯けむり迷宮（雨野狭霧）
- ブラウンダスト（アンジェリカ）
- マップラス＋カノジョ（柊木響）
- 大航海ユートピア（主人公〈女〉）

2019年
- ドラゴンクエストライバルズ（フォズ大神官）
- ハイスクール・フリート 艦隊バトルでピンチ!（長澤君江）
- ゆらぎ荘の幽奈さん ドロロン温泉大紀行!（雨野狭霧）
- ラストクラウディア（2019年 - 2020年、リラ、エミリア）
- ファンタシースターオンライン2（リュドミラ、女性追加ボイス190）
- トリカゴ スクラップマーチ（主人公）
- ドラガリアロスト（フィヨルム、イリア）
- プリンセスコネクト！Re:Dive（2019年 - 2024年、エミリア）
- 共闘ことばRPG コトダマン（2019年 - 2024年、シュラシュマー、エミリア、めぐみん、アイ 他）
- この素晴らしい世界に祝福を！〜希望の迷宮と集いし冒険者たち〜（めぐみん）
- ガンダムブレイカーモバイル（ミヤマ・サナ）
- ゼノンザード（ヒナリア・ダーケンド）
- スーパーカービィハンターズ
- 八月のシンデレラナイン（斉藤恵那）
- クロス×ロゴス（柘榴）
- メガミラクルフォース（蓮）
- アッシュアームズ‐灰燼戦線‐（グリレH型）
- WAR OF THE VISIONS ファイナルファンタジー ブレイブエクスヴィアス 幻影戦争（サリア）
- ワールドフリッパー（2019年 - 2021年、エレンノール、ネスカ、セシリア、リリス、エミリア）
- 紙謎 未来からの想いで（ミライ）
- グランドサマナーズ（2019年 - 2023年、システィーナ、エミリア、杠）
- デュエル・マスターズ プレイス（ルカ、クック・ポロン）
- ポコロンダンジョンズ -なぞるRPG-（2019年 - 2025年、エミリア、めぐみん、アイ）

2020年
- アークナイツ（ナイトメア、パフューマー）
- ロストディケイド（グラミン）
- この素晴らしい世界に祝福を！ファンタスティックデイズ（めぐみん、エミリア）
- ステラアルカナ〜愛の光と運命の絆（ベンティ）
- キングダムオブヒーロー（イフリート）
- 社長、バトルの時間です!（エミリア）
- 阿卡迪亞（塞露貝利亞）
- 装甲娘 ミゼレムクライシス（ジライヤ、カンウ）
- からかい上手の高木さんVR 1学期（高木さん）
- エコーズオブパンドラ（ヴェロニカ）
- Epic Seven -エピックセブン-（ルルカ）
- ポケモンマスターズ / EX（2020年 - 2023年、ヒカリ）
- ブレイドエクスロード（エミリア）
- うたわれるもの ロストフラグ（2020年 - 2022年、マツリ）
- 逆転オセロニア（2020年 - 2024年、レビヤタン、エミリア、アイ、めぐみん）
- エースアーチャー（オーディン）
- ファイナルファンタジー・クリスタルクロニクル リマスター（レオ） - DLC追加キャラクター
- ひぐらしのなく頃に 命（鳳谷菜央）
- Re:ゼロから始める異世界生活 Lost in Memories（エミリア）
- グランドサマナーズ（エミリア）
- カービィファイターズ2
- 誰ガ為のアルケミスト（エミリア）
- ビーナスイレブンびびっど!（桜沢墨）
- デート・ア・ライブ 蓮ディストピア（蓮）
- 神獄塔 メアリスケルターFinale（親指姫、首吊り台）

2021年
- Re:ゼロから始める異世界生活 偽りの王選候補（エミリア）
- テラクラシック（メリル・エリーン）
- 魔界戦記ディスガイアRPG（エミリア）
- アイドルエンジェルス 〜Aegis of Fate〜（マスター、卑弥呼）
- 戦国RENKA ズーム！（お初、弁長）
- 原神（胡桃）
- ゆるキャン△ VIRTUAL CAMP（斉藤恵那）
- シャイニングニキ（夜宵）
- 七つの大罪 〜光と闇の交戦〜（エミリア）
- 蒼空ファンタジー（戦闘天使、クラス：魔法使い、聖炎天使）
- 城とドラゴン（エミリア）
- 荒野行動（2021年 - 2022年、ボイスパッケージ：Carolyn、アカ）
- ブラック・サージナイト（妙高）
- Paradigm Paradox（ハルカ）
- Re:ステージ！プリズムステップ（水篠環）
- 白夜極光（ジェーン、ノーア）
- シノビマスター 閃乱カグラ NEW LINK（鴇）
- フィギュアストーリー（花迦）
- モンスターハンターストーリーズ2 〜破滅の翼〜（ツキノ）
- 少女廻戦 時空恋姫の万華境界へ（董卓）
- Re:ゼロから始める異世界生活 禁書と謎の精霊（エミリア）
- 異世界かるてっと 〜激突! ぱずるすくーる〜（めぐみん、エミリア）
- ぷよぷよ!!クエスト（2021年 - 2025年、エミリア、アイ）
- ステート・オブ・サバイバル（マディ）
- 彼女、お借りします ヒロインオールスターズ（桜沢墨）
- ゆるキャン△ Have a nice day!（斉藤恵那）
- モンスターストライク（2021年 - 2024年、エミリア、ジャック・ザ・リッパー、アイ）
- アイドルマスター スターリットシーズン（詩花）
- ラグナドール 妖しき皇帝と終焉の夜叉姫（覚）
- スーパーロボット大戦30（エルネスティ・エチェバルリア）
- 転生したらスライムだった件 魔王と竜の建国譚（2021年 - 2023年、イジス、めぐみん）
- 東方LostWord 
- チュウニズム（魔法使いアルデラ）

2022年
- ソフィーのアトリエ2 〜不思議な夢の錬金術士〜（ラミゼル・エルレンマイヤー）
- ソウルタイド（神納木弁天）
- アサルトリリィ Last Bullet（六角汐里）
- eBASEBALLパワフルプロ野球2022（六道聖）
- 冤罪執行遊戯ユルキル（嗅土かぐら）
- からかい上手の高木さん キュンキュンレコーズ（高木さん）
- 月ウサギのそだてかた（ニア）
- エターナルツリー（シルフ）
- グランサガ（ラフィエル）
- この素晴らしい世界に祝福を！〜呪いの遺物と惑いし冒険者たち〜（めぐみん）
- 東方アルカディアレコード（宇佐見菫子）
- Tower of Fantasy（幻塔）（シューマー）
- MELTY BLOOD: TYPE LUMINA（マシュ・キリエライト）
- あんさんぶるスターズ!!Basic / Music（朱桜司〈幼少期〉） - 2作品
- Re:ゼロから始める異世界生活 INFINITY（エミリア）
- エタクロニクル（リンゼ）
- ユアマジェスティ（ヴァージニア）
- 誓約少女 〜祝砲の元に集いし戦姫たち〜（涼月）
- スターオーシャン6 THE DIVINE FORCE（ニーナ・デフォルジュ）
- 勝利の女神:NIKKE（2022年 - 2024年、ディーゼル、エミリア）
- ミシックヒーローズ（ヘカテ）

2023年
- エロイカ（ティリス）
- トワツガイ（2023年 - 2024年、スズメ、ドロシー）
- 星のカービィ Wii デラックス
- 麻雀格闘倶楽部Sp（めぐみん）
- 404 GAME RE:SET -エラーゲームリセット-（ディグダグ）
- キュービックスターズ（ジャック・ザ・リッパー）
- ゆるキャン△ つなげるみんなのオールインワン!!（斉藤恵那）
- takt op. 運命は真紅き旋律の街を（シバの女王ベルキス）
- ヴァルキリーコネクト（エミリア）
- セガNET麻雀 MJ（2023年 - 2024年、ピンフ、めぐみん）
- ペルソナ5 タクティカ（エル、夏原恵利）

2024年
- ゴブリンスレイヤー -ANOTHER ADVENTURER- NIGHTMARE FEAST（ギルドマスター、狩人）
- GAPOLI（めぐみん）
- 妖怪ウォッチ ぷにぷに（めぐみん、エミリア）
- モンソニ!（2024年 - 2025年、ジャック・ザ・リッパー）
- アイドルマスター シャイニーカラーズ（アイ）
- フェスバ+（2024年 - 2025年、ジャック・ザ・リッパー、エミリア）
- 彼女、お借りします 〜水平線と水着の彼女〜（桜沢墨）

2025年
- エンバーストーリア（サクヤ）
- 天空のアムネジア（めぐみん）
- アリス・ギア・アイギス（ミサキ）
- コープスパーティーII Darkness Distortion（高梨寝夢）

### ドラマCD
2015年
- がっこうぐらし! 特製ドラマCD夏休み編（直樹美紀）
- TVアニメ がっこうぐらし! BD&DVD 第1・4巻 初回限定特典 特製ドラマCD（直樹美紀）
- なまいきざかり。（女子生徒C）

2016年
- さくらマイマイ（汐崎夏目）
- この素晴らしい世界に祝福を！ シリーズ（2016年 - 2017年、めぐみん） - 5作品
- ゲーム『パンチライン』限定版特典ドラマCD「奇偶のスティッチ改」（ダコタ八木城）
- Trinity Tempo（九条院惺麗）
- 長屋王残照記（藤原長娥子）
- 魔法つかいプリキュア! ドラマ&キャラクターソングアルバム ドリーム☆アーチ（朝日奈みらい / キュアミラクル）
- 女子小学生はじめましたP!（2016年 - 2017年、夢川るる） - コミックス第5巻・第6巻ドラマCD付き初回限定版

2017年
- アキバズタイムトリップ 〜時をかけるタモツ〜（万世架まとめ / 万世架うらめ）
- アイドルマスター ステラステージ 初回限定版特典ドラマCD「売り込め！アイドルアピール大作戦!!」（詩花）

2018年
- THE IDOLM@STER STELLA MASTER 01 - 03（詩花） - 3作品

2019年
- THE IDOLM@STER MILLION THE@TER WAVE 04・18（2019年 - 2021年、詩花） - 2作品

2020年
- デスマーチからはじまる異世界狂想曲（ゼナ・マリエンテール） - 小説第19巻ドラマCD付き特装版

2021年
- 劇場版 Fate/Grand Order -神聖円卓領域キャメロット- 後編 Paladin; Agateram 豪華版パンフレット付属「Character Radio CD」（マシュ・キリエライト）

2022年
- ティアムーン帝国物語 〜断頭台から始まる、姫の転生逆転ストーリー〜（クロエ・フォークロード）
- 冤罪執行遊戯ユルキル（嗅土かぐら） - パッケージ版早期購入特典

2023年
- 真郷街ーまきょうがいー（川島玲）

### オーディオドラマ
2010年代
- 新刊ラジオ第1849回 「文豪ストレイドッグス外伝 綾辻行人VS.京極夏彦」（2016年、辻村深月）
- エクスタス・オンライン 「試聴版」および第2巻購入者特典「完全版」オーディオドラマQRコード（2016年、哀川愁子）
- オーディオドラマ『グランブルーファンタジー OTOCA「氷晶宮でミックスパイを」』（2017年、エリン）
- かのかり デートムービー（2020年 - 2022年、桜沢墨） - 2シリーズ
- いい部屋ネット×彼女、お借りしますオリジナル音声ドラマ 墨ver（2020年、桜沢墨）
- 茉莉花官吏伝 / 十三歳の誕生日、皇后になりました。（2020年 - 2023年、茉莉花） - 2作品

2021年
- おしごとねいろ 〜塾講師編〜（満島咲良）
- お隣のわんちゃん!お世話します!（夏希）

2022年
- イマジナリ（キズ）
- アンジュ・リリンク 0章 青蘭学園体験入学記（コードΩ00ユーフィリア）
- 白間美瑠のサクラバシ919「ユアマジェスティ ボイスドラマ」（ヴァージニア）

2023年
- TRUE WIRELESS STEREO EARPHONES 高橋李依モデル オリジナルボイスドラマ『高橋李依とライブハウスデート』

2024年
- わたし、二番目の彼女でいいから。ASMR（早坂あかね）
- 魔法少女ホロウィッチ!（アエル）

### デジタルコミック
- ポケモン声コミック ポケモンカードゲームXY やろうぜっ〜！（2014年、少年B[409]）
- VOMIC 僕のヒーローアカデミア（2015年、爆豪勝己〈幼少期〉）
- ぜっしゃか！-私立四ツ輪女子学院絶滅危惧車学科-（2020年、木暮柚葉[410]）
- マンガアニメ「かくしごと」（2020年、後藤姫、タイトルコール）
- ジャンプチャンネル『恋の神様』（2021年、木乃倉安子[411]）
- ナイツ&マジック Blu-ray BOX発売記念ボイスコミック（2022年、エルネスティ・エチェバルリア[412]）
- 悪ラス ボイスコミック（2022年、アイリーン・ローレン・ドートリシュ）
- 薔薇と殺し屋（2023年、亜吏[413]）

### PV・CM
2010年代
- 『エイルン・ラストコード 〜架空世界より戦場へ〜』TVCMPV（2016年、ナレーション）
- 探偵明智は狂乱す TVCM（2018年、ナレーション）
- 剣聖の私がお前を好きだと?笑わせるな! 大大大好きなのだ! ヒロインボイス（2018年、シルフィ・ライトグラス）
- 『くノ一ツバキの胸の内』×『からかい上手の高木さん』スペシャルコラボPV（2018年、高木さん）
- Unnamed Memory（2019年）

2021年
- ギルドの受付嬢ですが、残業は嫌なのでボスをソロ討伐しようと思います（アリナ・クローバー）
- 『スーサイドガール』コミックス第3巻PV（金門橋満天）
- 『青年少女よ、春を貪れ。』コミックス第1巻PV（百々瀬ハル）
- 『きみが死ぬまで恋をしたい』PV（2021年 - 2023年、トツキ・シーナ）
- 『王様のプロポーズ』PV（久遠崎彩禍）
- 『君のことが大大大大大好きな100人の彼女』コミックス第8巻発売記念PV

2022年
- 『株式会社マジルミエ』コミックス第1巻発売記念PV（桜木カナ）
- 『転生担当女神が100人いたのでチートスキル100個貰えた』コミック版PV
- 『祈りの国のリリエール』コミック版PV
- 『茉莉花官吏伝』 / 『十三歳の誕生日、皇后になりました。』 PV（茉莉花） - シリーズ2作品
- 『灰原くんの強くて青春ニューゲーム』PV（星宮陽花里）
- 『エクソシストを堕とせない』コミックス1巻発売記念PV（愛月イムリ）
- 紫雲寺家の子供たち
- 『甘神さんちの縁結び』第2弾 PV（甘神夕奈）
- 『わたし、二番目の彼女でいいから。』PV（早坂あかね）

2023年
- 『クセつよ異種族で行列ができる結婚相談所』PV（アーニャ）
- 『無自覚聖女は今日も無意識に力を垂れ流す』スペシャルPV（カロリーナ）
- 『北欧美少女のクラスメイトが、婚約者になったらデレデレの甘々になってしまった件について』PV（愛乃・リュティ）

2024年
- 『死霊魔術の容疑者』PV（ルナ、ナレーション）
- 『死亡遊戯で飯を食う。』TVアニメ化決定PV（ナレーション）

### 吹き替え

#### 映画
- アントマン&ワスプ:クアントマニア（2023年、キャシー・ラング〈キャスリン・ニュートン〉[439]）
- ゴジラxコング 新たなる帝国（2024年、ジェイン〈シャンテル・ジェイミーソン〉[440]）

#### ドラマ
- フラーハウス（スペンサー）

#### アニメ
- レギュラーSHOW〜コリない2人〜（2013年、CJ）
- ヤング・ジャスティス（2014年、ワンダーガール）
- アルティメット・スパイダーマン ウェブ・ウォーリアーズ（2015年）
- スパイダーマン:スパイダーバース（2019年、ペニー・パーカー[441]）
- おっはよー!アンクル・グランパ
- フェ〜レンザイ -神さまの日常-（2023年、たまちゃん[442][443]）
- ストールンプリンセス:キーウの王女とルスラン（2023年、ミラ[444]）
- パウ・パトロール ザ・マイティ・ムービー（2023年、プチ[445]）
- 烈火澆愁（2024年、平倩如 / ピン・チエンルー[446]）

### ラジオ
※はインターネット配信。
- Anisoni∀（アニソニア）のラジオでも一歩ずつ。1時間目（2012年、角川アニメチャンネル※）
- 高橋李依の本気!アニラブ（2013年 - 2014年、超!A&G+※）
- ニッポン朗読アカデミー（2013年 - 2016年、ラジオ大阪・Radital※・HiBiKi Radio Station※）[447]
- イヤホンズのあなたのお耳にプラグイン!（2015年、文化放送『A&G TRIBAL RADIO エジソン』内※）[448]
- それが声優!Presents WEBラジオ!（2015年、音泉※・HiBiKi Radio Station※・アニメイトTV※）[449]
- らじどらッ!〜夜のドラマハウス〜（2015年、ニッポン放送※）[450]ラジオドラマ
- Re:ゼロから始める異世界ラジオ生活（2016年、2018年 - 、ニコニコ生放送※・音泉※）[451]
- a-FANFAN 高橋李依ミラクル♪クリエイト（2016年 - 、USEN）
- カクヨム放送局（2016年 - 2017年、ニコニコ生放送※）[452]
- この素晴らしいラジオに祝福を！（2016年 - 2017年、HiBiKi Radio Station※）[453]
- Fate/Grand Order カルデア・ラジオ局 → Fate/Grand Order カルデア・ラジオ局 Plus → くらぶカルデア FGOラジオステーション（2017年 - 、文化放送・超!A&G+※）[454]
- 高橋李依・上田麗奈 仕事で会えないからラジオはじめました。（2017年 - 、音泉※）[455]
- TVアニメ『からかい上手の高木さん』Presents からかい上手の高"橋"さんラジオ（2017年 - 2018年、音泉※）[456]
- イヤホンズの三平方の定理（2018年 - 、音泉※）[457]
- THE IDOLM@STER MUSIC ON THE RADIO（2018年、ニコニコ生放送※） - アシスタントパーソナリティー[458]
- 異世界チート放送局（2019年、音泉※）[459]
- TVアニメ『からかい上手の高木さん』Presents からかい上手の高"橋"さんラジオ2（2019年、音泉※）
- 天才王子の赤字国家再生術 〜そうだ、ラジオしよう〜（2021年 - 2022年、音泉※）
- からかい上手の高木さん 深夜のニヤキュンラジオ（2022年、bayfm） - DJ[460]

### ラジオCD
- ニッポン朗読アカデミー 活動報告その1（2015年）
- 変態音響監督ヨシダ vs ニッポン朗読アカデミー（2015年）
- DJCD「高橋李依・上田麗奈 仕事で会えないからラジオはじめました。」（2018年）[461]
- DJCD「TVアニメ『からかい上手の高木さん』Presents からかい上手の高"橋"さんラジオ」（2018年）
- ラジオCD「異世界チート放送局」（2019年） - BD&DVD 第3巻 初回生産特典[462]
- ラジオCD「TVアニメ『からかい上手の高木さん2』Presents からかい上手の高"橋"さんラジオ2」（2020年）

### テレビ
- コミックTVだっしゅ（2012年10月4日 - 2013年3月28日、BS11）MC[463]
- アニメDON!（2013年4月1日 - 2014年3月31日、テレビ東京）MC〈Anisoni∀〉
- beyond 〜掴め！未来のチカラ〜（2021年6月22日 - 、日経CNBC）ナレーション[464]
- クローズアップ現代（2022年5月11日、NHK）ナレーション
- 第74回NHK紅白歌合戦（2023年12月31日、NHK）VTRナレーション[465]
- K-POPドック!（2024年1月10日 - 、ABCテレビ）ナレーション[466]

### テレビドラマ
- 神酒クリニックで乾杯を 第5話（2019年2月16日、BSテレ東） - アズサ（旧型AI） 役 ※声の出演
- とある金曜日、LINEの中で（2019年9月13日、TOKYO MX） - ちひろ役 ※声の出演[467]

### 実写映画
- ハケンアニメ!（2022年5月20日公開） - 吾妻陽子 役 ※顔出し出演
  - 劇中アニメ『運命戦線リデルライト』（充莉）

### 特撮
- 仮面ライダーガッチャード（2023年 - 2025年、クロスウィザード / インフェニックス（声）[468]） - 5作品[一覧 29]

### インターネットテレビ
- 高橋李依の今晩なにつくろ?（2017年 - 2022年予定 、ニコニコ生放送）MC[470]
- めぐろ川たんていじむしょ（2020年、Twitter）

### 舞台
- 魔法つかいプリキュア! ミュージカルショー（2016年7月10日 - 2017年1月28日、朝日奈みらい / キュアミラクルの声）
- 舞台『乱歩奇譚 Game of Laplace』（シアターサンモール、2017年4月12日 - 16日、コバヤシ[471]）
- 舞台『乱歩奇譚 Game of Laplace〜パノラマ島の怪人〜』（シアターサンモール、2018年4月13日 - 22日、コバヤシ）
- 舞台『乱歩奇譚 Game of Laplace〜怪人二十面相〜』（品川プリンスホテルクラブeX、2019年5月5日 - 12日、コバヤシ）
- 詠唱劇「新本格魔法少女りすか」（2020年11月3日、水倉りすか[472]）
- 舞台「プロジェクト東京ドールズ THE GARDEN / SKY TOWER」（2021年2月20日 - 28日、シアター1010） - 会場ナレーション（南田カナ役）
- ノサカラボ朗読劇 アルセーヌ・ルパン #3「緑の目の令嬢」（2023年10月1日、日経ホール） - オーレリー・ダストゥー 役[473]

### 映像商品
- アトリエReina 課外授業 in 富山（2017年）
- Fate/Grand Order Trailer's Trail III created by A-1 Pictures BD付限定版「FGOのCMの素晴らしさを学ぼう！出張版！」（2020年、オーディオコメンタリー[474]）
- Fate/Grand Order Trailer's Trail EX 4th Anniversary created by A-1 Pictures BD付限定版「FGOのPVの素晴らしさを学ぼう！出張版！」（2020年、オーディオコメンタリー[475]）
- THE IDOLM@STER M@STERS OF IDOL WORLD!!!!! 2023 Blu-ray PERFECT BOX!!!!!（2023年、詩花）[476]
- この素晴らしいパーティメンバーと遊戯体験を!（2024年） - この素晴らしい世界に祝福を!3 BD＆DVD2巻映像特典 [477]

### パチンコ・パチスロ
- ロックマン アビリティ 史上最大の試練（2018年、ロール）
- パチスロ Re:ゼロから始める異世界生活（2019年、エミリア[478]）
- Re:ゼロから始める異世界生活 Apex Vacation（2021年、エミリア）
- スロット Re:ゼロから始める異世界生活 season2（2024年、エミリア）
- P Re:ゼロから始める異世界生活 M06（2021年、エミリア）
- P Re:ゼロから始める異世界生活 鬼がかりVer.（2022年、エミリア）
- e Re:ゼロから始める異世界生活 season2（2023年、エミリア）
- P織田信奈の野望 全国版（2021年、滝川一益）
- P競女!!!!!!!!-KEIJO-（2021年、六堂鈴）
- パチスロこの素晴らしい世界に祝福を！（2022年、めぐみん）
- Pこの素晴らしい世界に祝福を！199LT「このラッキートリガーに祝福を！」（2024年、めぐみん[479]）

### その他コンテンツ
- ユピテル 衝突警報システム Maemite FCW-L1（警報音声）
- 進化型おしゃべりアプリ「ISEKAI」（2020年、めぐみん[480]）
- Fate/Grand Order×リアル脱出ゲーム「謎特異点II ピラミッドからの脱出」（2019年、マシュ・キリエライト[481]）
- menu 彼女、お借りします 非売品オリジナルボイス付きスペシャルサンクスカード（2020年、桜沢墨[482]）
- Princess Letter(s)! フロムアイドル（2021年、雁矢よしの[483]）
- 『黒竜女王の婚活』ボイスノベル 冒頭6話分（2021年、朗読[484]）
- TOoKA BASEブランド
  - TRUE WIRELESS STEREO EARPHONES アニメ『この素晴らしい世界に祝福を！』めぐみん(CV:高橋李依)モデル（2021年、めぐみん[485]）
  - TRUE WIRELESS STEREO EARPHONES 高橋李依 モデル（2023年、システムボイス[408]）
- ローソン銀行ATM「いらっしゃいま声優ATM」キャンペーン（2022年7月19日 - 8月14日、スタート音声[486]）
- 『トワツガイ Fans』ストーリー（2024年 - 2025年、スズメ[487]）
- 関西電力「キラメキ電力調査」（2024年、エル[488]）

## ディスコグラフィ

### デジタルシングル
|     | 発売日        | タイトル                     |
| --- | ------------- | ---------------------------- |
| 1st | 2022年10月7日 | 共感されなくてもいいじゃない |

### EP
|            | 発売日        | タイトル   | 規格品番 | 規格品番  | オリコン 最高位 |
| 初回限定盤 | 発売日        | タイトル   | 通常盤   |           | オリコン 最高位 |
| ---------- | ------------- | ---------- | -------- | --------- | --------------- |
| 1st        | 2021年6月23日 | 透明な付箋 | AZZS-117 | AZCS-1100 | 18位            |
| 2nd        | 2023年1月25日 | 青を生きる | AZZS-133 | AZCS-1111 | 21位            |

### 映像作品
|     | 発売日 | タイトル                                |
| --- | ------ | --------------------------------------- |
| 1st | 2023年 | 高橋李依1st LIVE 「Cinderella popcorn」 |

### タイアップ曲
| 楽曲                         | タイアップ                                                               | 時期   |
| ---------------------------- | ------------------------------------------------------------------------ | ------ |
| U撃つ                        | テレビドラマ『ガールガンレディ』オープニングテーマ                       | 2021年 |
| 共感されなくてもいいじゃない | テレビアニメ『悪役令嬢なのでラスボスを飼ってみました』オープニングテーマ | 2022年 |

### キャラクターソング
| 発売日         | 商品名 | 歌 | 楽曲 | 備考 |
| -------------- | --- | --- | --- | --- |
| 2014年12月17日 | ユナイトライト                                                                                             | L.I.N.K.s | 「ユナイトライト」 | ゲーム『アンジュ・ヴィエルジュ 〜第2風紀委員ガールズバトル〜』テーマソング                                      |
| 2015年7月29日  | ふ・れ・ん・ど・し・た・い                                                                                 | 学園生活部 | 「ふ・れ・ん・ど・し・た・い」 | テレビアニメ『がっこうぐらし！』オープニングテーマ                                                              |
| 2015年7月29日  | ふ・れ・ん・ど・し・た・い                                                                                 | 学園生活部 | 「Grateful Friends」 | テレビアニメ『がっこうぐらし！』関連曲                                                                          |
| 2015年8月21日  | アンジュ・ヴィエルジュ Drama&Songs「繋がる絆」                                                             | ユーフィリア（高橋李依） | 「Hand in Hand」 | ゲーム『アンジュ・ヴィエルジュ 〜第2風紀委員ガールズバトル〜』関連曲                                            |
| 2015年8月26日  | TVアニメ「がっこうぐらし！」キャラクターソング (1)                                                         | 丈槍由紀（水瀬いのり）、直樹美紀（高橋李依） | 「ピンクのハートボール」 | テレビアニメ『がっこうぐらし！』関連曲                                                                          |
| 2015年9月16日  | 心が叫びたがってるんだ。 オリジナルサウンドトラック                                                        | 少女［仁藤菜月（雨宮天）］、コーラス・謎のダンサー | 「光のない部屋」 | 劇場アニメ『心が叫びたがってるんだ。』劇中歌                                                                    |
| 2015年9月16日  | 心が叫びたがってるんだ。 オリジナルサウンドトラック                                                        | 少女（心の声）［成瀬順（水瀬いのり）］、玉子［田崎大樹（細谷佳正）］、世界の人々 | 「心が叫びだす」 | 劇場アニメ『心が叫びたがってるんだ。』劇中歌                                                                    |
| 2015年9月26日  | TVアニメ「がっこうぐらし！」キャラクターソング (4)                                                         | 直樹美紀（高橋李依）、恵飛須沢胡桃（小澤亜李） | 「アンハッピーエンドワールド 」 | テレビアニメ『がっこうぐらし！』関連曲                                                                          |
| 2015年9月26日  | TVアニメ「がっこうぐらし！」キャラクターソング (4)                                                         | 直樹美紀（高橋李依） | 「My Dream」 | テレビアニメ『がっこうぐらし！』関連曲                                                                          |
| 2015年10月28日 | TVアニメ「がっこうぐらし！」キャラクターソングアルバム                                                     | 直樹美紀（高橋李依）、若狭悠里（M・A・O） | 「乙女の成分」 | テレビアニメ『がっこうぐらし！』関連曲                                                                          |
| 2015年10月28日 | TVアニメ「がっこうぐらし！」キャラクターソングアルバム                                                     | 学園生活部 | 「卒業あるばむ」 | テレビアニメ『がっこうぐらし！』関連曲                                                                          |
| 2015年11月26日 | がっこうぐらし！ BD・DVD第3巻 初回限定版 オリジナルサウンドトラックCD                                      | 直樹美紀（高橋李依） | 「ふ・れ・ん・ど・し・た・い」 | テレビアニメ『がっこうぐらし！』関連曲                                                                          |
| 2016年1月27日  | ちいさな冒険者                                                                                             | アクア（雨宮天）、めぐみん（高橋李依）、ダクネス（茅野愛衣） | 「ちいさな冒険者」 | テレビアニメ『この素晴らしい世界に祝福を！』エンディングテーマ                                                  |
| 2016年1月27日  | がっこうぐらし！ BD・DVD第5巻 オリジナルサウンドトラックCD vol.3                                           | 学園生活部 | 「仰げば尊し」 | テレビアニメ『がっこうぐらし！』関連曲                                                                          |
| 2016年3月2日   | Dokkin♢魔法つかいプリキュア！/CURE UP↑RA♡PA☆PA!〜ほほえみになる魔法〜                                      | キュアミラクル（高橋李依）、キュアマジカル（堀江由衣） | 「CURE UP↑RA♡PA☆PA!〜ほほえみになる魔法〜」                                                                                        | テレビアニメ『魔法つかいプリキュア！』エンディングテーマ                                                        |
| 2016年3月16日  | 映画 プリキュアオールスターズ みんなで歌う♪奇跡の魔法！ ミュージカルソングス                               | 朝日奈みらい（高橋李依）、リコ（堀江由衣）、モフルン（齋藤彩夏）、春野はるか（嶋村侑）、海藤みなみ（浅野真澄）、天ノ川きらら（山村響）、紅城トワ（沢城みゆき）、パフ（東山奈央）、アロマ（古城門志帆）                                                                                              | 「あなたがいるから」 | 劇場アニメ『映画 プリキュアオールスターズ みんなで歌う♪奇跡の魔法！』挿入歌                                     |
| 2016年3月16日  | 映画 プリキュアオールスターズ みんなで歌う♪奇跡の魔法！ ミュージカルソングス                               | キュアミラクル（高橋李依）、キュアマジカル（堀江由衣） | 「無力な戦士」 | 劇場アニメ『映画 プリキュアオールスターズ みんなで歌う♪奇跡の魔法！』挿入歌                                     |
| 2016年3月16日  | 映画 プリキュアオールスターズ みんなで歌う♪奇跡の魔法！ ミュージカルソングス                               | ソルシエール（新妻聖子）、キュアミラクル（高橋李依）、キュアマジカル（堀江由衣） | 「考えてみて」 | 劇場アニメ『映画 プリキュアオールスターズ みんなで歌う♪奇跡の魔法！』挿入歌                                     |
| 2016年3月16日  | 映画 プリキュアオールスターズ みんなで歌う♪奇跡の魔法！ ミュージカルソングス                               | ソルシエール（新妻聖子）、プリキュアオールスターズ | 「魔女の子守唄〜歌は魔法」 | 劇場アニメ『映画 プリキュアオールスターズ みんなで歌う♪奇跡の魔法！』挿入歌                                     |
| 2016年3月16日  | 映画 プリキュアオールスターズ みんなで歌う♪奇跡の魔法！ ミュージカルソングス                               | プリキュアオールスターズ | 「みんながいるから☆プリキュアオールスターズ」                                                                                      | 劇場アニメ『映画 プリキュアオールスターズ みんなで歌う♪奇跡の魔法！』テーマソング                               |
| 2016年7月13日  | 魔法つかいプリキュア！ ボーカルアルバム リンクル☆メロディーズ                                              | 朝日奈みらい（高橋李依） | 「夢までふたり乗り♪」 | テレビアニメ『魔法つかいプリキュア！』関連曲                                                                    |
| 2016年7月13日  | 魔法つかいプリキュア！ ボーカルアルバム リンクル☆メロディーズ                                              | キュアミラクル（高橋李依）、キュアマジカル（堀江由衣） | 「キラリ☆100カラットの奇跡」 | テレビアニメ『魔法つかいプリキュア！』関連曲                                                                    |
| 2016年8月10日  | Dokkin♢魔法つかいプリキュア！Part2/魔法アラ・ドーモ！                                                      | キュアミラクル（高橋李依）、キュアマジカル（堀江由衣）、キュアフェリーチェ（早見沙織） | 「魔法アラ・ドーモ！」 | テレビアニメ『魔法つかいプリキュア！』エンディングテーマ                                                        |
| 2016年8月10日  | Link with U                                                                                                | L.I.N.K.s | 「Link with U」 | テレビアニメ『アンジュ・ヴィエルジュ』エンディングテーマ                                                        |
| 2016年8月10日  | Link with U                                                                                                | L.I.N.K.s | 「Every-buddy goes!」 | テレビアニメ『アンジュ・ヴィエルジュ』関連曲                                                                    |
| 2016年8月24日  | Stay Alive                                                                                                 | エミリア（高橋李依） | 「Stay Alive」 | テレビアニメ『Re:ゼロから始める異世界生活』エンディングテーマ                                                   |
| 2016年8月24日  | Stay Alive                                                                                                 | エミリア（高橋李依） | 「ぼうやの夢よ」 | テレビアニメ『Re:ゼロから始める異世界生活』挿入歌                                                               |
| 2016年10月12日 | キラメク誓い                                                                                               | キュアミラクル（高橋李依）、キュアマジカル（堀江由衣）、キュアフェリーチェ（早見沙織）、キュアモフルン（齋藤彩夏） | 「キラメク誓い」 | 劇場アニメ『映画 魔法つかいプリキュア！ 奇跡の変身！キュアモフルン！』挿入歌                                    |
| 2016年10月12日 | キラメク誓い                                                                                               | 朝日奈みらい（高橋李依）、モフルン（齋藤彩夏） | 「ふたつのねがい」 | 劇場アニメ『映画 魔法つかいプリキュア！ 奇跡の変身！キュアモフルン！』挿入歌                                    |
| 2016年11月30日 | 魔法つかいプリキュア！ドラマ&キャラクターソングアルバム ドリーム☆アーチ                                    | キュアミラクル（高橋李依）、キュアマジカル（堀江由衣）、キュアフェリーチェ（早見沙織） | 「ドリーム☆アーチ」 | テレビアニメ『魔法つかいプリキュア！』関連曲                                                                    |
| 2016年11月30日 | 魔法つかいプリキュア！ドラマ&キャラクターソングアルバム ドリーム☆アーチ                                    | 朝日奈みらい（高橋李依） | 「はなまるの方程式」 | テレビアニメ『魔法つかいプリキュア！』関連曲                                                                    |
| 2016年11月30日 | 魔法つかいプリキュア！ドラマ&キャラクターソングアルバム ドリーム☆アーチ                                    | 朝日奈みらい（高橋李依）、十六夜リコ（堀江由衣） | 「キラメキふたつ星」 | テレビアニメ『魔法つかいプリキュア！』関連曲                                                                    |
| 2016年11月30日 | 魔法つかいプリキュア！ドラマ&キャラクターソングアルバム ドリーム☆アーチ                                    | キュアミラクル（高橋李依）、キュアマジカル（堀江由衣）、キュアフェリーチェ（早見沙織） | 「魔法アラ・ドーモ！（Rainbow Parade MIX）」                                                                                       | テレビアニメ『魔法つかいプリキュア！』関連曲                                                                    |
| 2017年1月25日  | 魔法つかいプリキュア！ ボーカルベストアルバム 手のひらのおくりもの                                         | 朝日奈みらい（高橋李依）、十六夜リコ（堀江由衣）、花海ことは（早見沙織）、モフルン（齋藤彩夏、コーラス） | 「手のひらのおくりもの」 | テレビアニメ『魔法つかいプリキュア！』関連曲                                                                    |
| 2017年2月1日   | お家に帰りたい                                                                                             | アクア（雨宮天）、めぐみん（高橋李依）、ダクネス（茅野愛衣） | 「お家に帰りたい」 | テレビアニメ『この素晴らしい世界に祝福を！2』エンディングテーマ                                                 |
| 2017年3月8日   | TVアニメ『この素晴らしい世界に祝福を！2』キャラクターソングアルバム「十八番尽くしの歌宴に祝杯を！」        | めぐみん（高橋李依）、ゆんゆん（豊崎愛生） | 「Red Battle」 | テレビアニメ『この素晴らしい世界に祝福を！2』関連曲                                                             |
| 2017年7月26日  | ホシノキズナ                                                                                               | 神樹ヶ峰女学園星守クラス | 「ホシノキズナ」 | テレビアニメ『バトルガール ハイスクール』オープニングテーマ                                                     |
| 2017年7月27日  | デジモンユニバース アプリモンスターズ キャラクターソング&サウンドトラック                                  | アプリ山470 | 「WITH YOU」 | テレビアニメ『デジモンユニバース アプリモンスターズ』関連曲                                                     |
| 2017年8月23日  | Million Smile/101匹目の羊                                                                                  | アクア（雨宮天）、めぐみん（高橋李依）、ダクネス（茅野愛衣） | 「101匹目の羊」 | ゲーム『この素晴らしい世界に祝福を！ -この欲深いゲームに審判を！-』オープニングテーマ                           |
| 2017年8月31日  | 魔法使いと黒猫のウィズ 4th Anniversary Original Soundtrack                                                 | ルルベル（巽悠衣子）、ミィア（田中あいみ）、ウリシラ（山崎エリイ）、イーディス（嶋村侑）、カナメ（高橋李依）、クルス（村瀬歩） | 「聖サタニック女学院校歌」 | ゲーム『クイズRPG 魔法使いと黒猫のウィズ』関連曲                                                                |
| 2017年11月22日 | バトルガール ハイスクール BD・DVD第1巻特典CD 星守キャラクターCD ミサキ + O.S.T.                            | ミサキ（高橋李依） | 「ホシノキズナ」 「青の風」 | テレビアニメ『バトルガール ハイスクール』関連曲                                                                 |
| 2017年12月22日 | THE IDOLM@STER STELLA MASTER 00 ToP!!!!!!!!!!!!!                                                           | 詩花（高橋李依） | 「Blooming Star」 | ゲーム『アイドルマスター ステラステージ』関連曲                                                                 |
| 2018年3月28日  | からかい上手の高木さん Cover Song Collection                                                               | 高木さん（高橋李依） | 「気まぐれロマンティック」 「AM11:00」 「自転車」 「風吹けば恋」 「小さな恋のうた」 「愛唄」 「出逢った頃のように」                | テレビアニメ『からかい上手の高木さん』エンディングテーマ                                                        |
| 2018年5月16日  | HYPNO | 柏葉琴乃（村川梨衣）、守田鳴子（小澤亜李）、篠原美笛（高橋李依）、神楽鈴奈（田中美海） | 「HYPNO」 | テレビアニメ『Caligula -カリギュラ-』エンディングテーマ                                                         |
| 2018年5月30日  | Memories/涙はみせない                                                                                      | こみっくがーるず | 「Memories」 | テレビアニメ『こみっくがーるず』オープニングテーマ                                                              |
| 2018年5月30日  | Memories/涙はみせない                                                                                      | こみっくがーるず | 「涙はみせない」 | テレビアニメ『こみっくがーるず』エンディングテーマ                                                              |
| 2018年6月13日  | THE IDOLM@STER STELLA MASTER ENCORE shy→shining                                                            | 詩花（高橋李依） | 「オーバーマスター（M@STER VERSION）」 「アクセルレーション（M@STER VERSION）」                                                    | ゲーム『アイドルマスター ステラステージ』関連曲                                                                 |
| 2018年7月25日  | Happen〜木枯らしに吹かれて〜                                                                               | 湯ノ花幽奈（島袋美由利）、宮崎千紗希（鈴木絵理）、雨野狭霧（高橋李依） | 「Happen〜木枯らしに吹かれて〜」                                                                                                   | テレビアニメ『ゆらぎ荘の幽奈さん』エンディングテーマ                                                            |
| 2018年7月25日  | Happen〜木枯らしに吹かれて〜 雨野狭霧                                                                      | 雨野狭霧（高橋李依） | 「Happen〜木枯らしに吹かれて〜」 「純潔セレナーデ」                                                                                | テレビアニメ『ゆらぎ荘の幽奈さん』関連曲                                                                        |
| 2018年8月24日  | ポプラと僕らのヒストリー                                                                                   | 七橋御乃梨（高橋李依） | 「ポプラと僕らのヒストリー」 | テレビアニメ『One Room セカンドシーズン』主題歌                                                                 |
| 2018年8月24日  | ポプラと僕らのヒストリー                                                                                   | 七橋御乃梨（高橋李依） | 「ポプラと僕らのヒストリー (happy house mix)」                                                                                     | テレビアニメ『One Room セカンドシーズン』関連曲                                                                 |
| 2018年9月5日   | 闇を切り咲く華                                                                                             | 城和泉正宗（大野柚布子）、桑名江（高橋李依）、牛王吉光（千菅春香）、小烏丸（大和田仁美）、七香（白石晴香） | 「闇を切り咲く華」 | ゲーム『天華百剣 -斬-』関連曲                                                                                   |
| 2018年9月5日   | 闇を切り咲く華                                                                                             | 桑名江（高橋李依） | 「闇を切り咲く華」 | ゲーム『天華百剣 -斬-』関連曲                                                                                   |
| 2018年10月24日 | こみっくがーるず BD・DVD第5巻特典CD                                                                        | 勝木翼（高橋李依） | 「Memories」 「涙はみせない」 | テレビアニメ『こみっくがーるず』関連曲                                                                          |
| 2018年10月24日 | ゆらぎ荘の幽奈さん BD・DVD第2巻特典CD                                                                      | 雨野狭霧（高橋李依） | 「空が晴れるように」 | テレビアニメ『ゆらぎ荘の幽奈さん』関連曲                                                                        |
| 2018年11月28日 | KI-te MI-te HIT PARADE!                                                                                    | パーリィ☆フェアリィ | 「KI-te MI-te HIT PARADE!」 | テレビアニメ『叛逆性ミリオンアーサー』エンディングテーマ                                                        |
| 2019年1月30日  | トリカゴ スクラップマーチ UNIT1 スクラップ・マーチング！                                                   | Bits & Pieces | 「スクラップ・マーチング！」 | ゲーム『トリカゴ スクラップマーチ』テーマソング                                                                 |
| 2019年1月30日  | トリカゴ スクラップマーチ UNIT1 スクラップ・マーチング！                                                   | Bits & Pieces | 「がらくた・とれじゃあ」 | ゲーム『トリカゴ スクラップマーチ』関連曲                                                                       |
| 2019年4月17日  | 百華繚乱                                                                                                   | 城和泉正宗（大野柚布子）、桑名江（高橋李依）、牛王吉光（千菅春香）、小烏丸（大和田仁美）、七香（白石晴香） | 「久遠に咲く華」 | ゲーム『天華百剣 -斬-』関連曲                                                                                   |
| 2019年5月22日  | PEARLY×PARTY                                                                                               | パーリィ☆フェアリィ | 「PEARLY×PARTY」 | テレビアニメ『叛逆性ミリオンアーサー』エンディングテーマ                                                        |
| 2019年5月29日  | 異世界かるてっと/異世界ガールズ♡トーク                                                                     | アルベド（原由実）、アクア（雨宮天）、エミリア（高橋李依）、ターニャ（悠木碧） | 「異世界ガールズ♡トーク」 | テレビアニメ『異世界かるてっと』エンディングテーマ                                                              |
| 2019年8月21日  | 小さな想い                                                                                                 | 吾妻凛（高橋李依） | 「小さな想い」 | テレビアニメ『異世界チート魔術師』エンディングテーマ                                                            |
| 2019年8月21日  | 小さな想い                                                                                                 | 吾妻凛（高橋李依） | 「Two of Us」 | テレビアニメ『異世界チート魔術師』関連曲                                                                        |
| 2019年9月4日   | マイ・ホーム・タウン                                                                                       | アクア（雨宮天）、めぐみん（高橋李依）、ダクネス（茅野愛衣） | 「マイ・ホーム・タウン」 | 劇場アニメ『映画 この素晴らしい世界に祝福を！紅伝説』エンディングテーマ                                         |
| 2019年9月4日   | マイ・ホーム・タウン                                                                                       | めぐみん（高橋李依） | 「マイ・ホーム・タウン」 | 劇場アニメ『映画 この素晴らしい世界に祝福を！紅伝説』関連曲                                                     |
| 2019年9月25日  | からかい上手の高木さん2 Cover Song Collection                                                              | 高木さん（高橋李依） | 「奏（かなで）」 「粉雪」 「キセキ」 「ありがとう」 「STARS」 「あなたに」 「言わないけどね。」 「やさしい気持ち」                 | テレビアニメ『からかい上手の高木さん2』エンディングテーマ                                                       |
| 2019年9月25日  | からかい上手の高木さん2 Cover Song Collection                                                              | 高木さん（高橋李依） | 「100万回の「I love you」」 | テレビアニメ『からかい上手の高木さん2』関連曲                                                                   |
| 2019年11月20日 | 紅、華を咲かせて                                                                                           | 御華見衆 椿組 | 「紅、華を咲かせて」 | テレビアニメ『天華百剣 〜めいじ館へようこそ！〜』主題歌                                                         |
| 2019年11月20日 | 紅、華を咲かせて                                                                                           | 御華見衆 椿組 | 「椿組名物帳」 | テレビアニメ『天華百剣 〜めいじ館へようこそ！〜』関連曲                                                         |
| 2019年11月20日 | 紅、華を咲かせて                                                                                           | 桑名江（高橋李依） | 「紅、華を咲かせて」 | テレビアニメ『天華百剣 〜めいじ館へようこそ！〜』関連曲                                                         |
| 2020年2月5日   | 異世界ショータイム/ポンコツ！異世界シアター                                                                | シャルティア（上坂すみれ）、めぐみん（高橋李依）、レム（水瀬いのり）、ヴィーシャ（早見沙織） | 「ポンコツ！異世界シアター」 | テレビアニメ『異世界かるてっと2』エンディングテーマ                                                             |
| 2020年3月11日  | TVアニメーション『アズールレーン』バディキャラクターソングシングル Vol.3 クリーブランド四姉妹              | クリーブランド（堀籠沙耶）、コロンビア（堀籠沙耶）、モントピリア（高橋李依）、デンバー（小澤亜李） | 「ALL 4 SISTER!!!!」 「悠久のカタルシス」                                                                                          | テレビアニメ『アズールレーン』関連曲                                                                            |
| 2020年4月3日   | PLANET HERO/ゴー！爆丸ブロー！                                                                             | ダン・クーソー（高橋李依）、ドラゴノイド（武内駿輔） | 「PLANET HERO」 | Webアニメ『爆丸アーマードアライアンス』オープニングテーマ                                                       |
| 2020年4月3日   | PLANET HERO/ゴー！爆丸ブロー！                                                                             | ダン・クーソー（高橋李依）、ドラゴノイド（武内駿輔） | 「ゴー！爆丸ブロー！」 | Webアニメ『爆丸アーマードアライアンス』エンディングテーマ                                                       |
| 2020年4月29日  | 百華繚乱 弐                                                                                                | 御華見衆 椿組 | 「華よ心々から」 | ゲーム『天華百剣 -斬-』関連曲                                                                                   |
| 2020年5月27日  | かくしごと イメージアルバム feat.君は天然色                                                                | めぐろ川たんていじむしょ | 「君は天然色」 | テレビアニメ『かくしごと』関連曲                                                                                |
| 2020年5月27日  | かくしごと イメージアルバム feat.君は天然色                                                                | 後藤姫（高橋李依） | 「君は天然色」 | テレビアニメ『かくしごと』関連曲                                                                                |
| 2020年5月27日  | Song of LISTENERS:side Goodbye                                                                             | ミュウ（高橋李依） | 「Borders」 「Muse」 「Rainy lain」 「Slip out!」 「Top of ocean」                                                                 | テレビアニメ『LISTENERS リスナーズ』エンディングテーマ                                                          |
| 2020年6月17日  | 愛がゆえゆえ/あれから（絶望少女達2020）                                                                    | 大槻ケンヂとめぐろ川たんていじむしょ | 「愛がゆえゆえ」 | テレビアニメ『かくしごと』関連曲                                                                                |
| 2020年6月24日  | Song of LISTENERS:side Hello                                                                               | ミュウ（高橋李依） | 「Trauma」 「Slumber」 「Dilemma」 「Love song」 「Fairy tale」 「Listeners」                                                      | テレビアニメ『LISTENERS リスナーズ』エンディングテーマ                                                          |
| 2020年6月24日  | Song of LISTENERS:side Hello                                                                               | ミュウ（高橋李依） | 「Into the blue's（modern ver.）」                                                                                                 | テレビアニメ『LISTENERS リスナーズ』関連曲                                                                      |
| 2020年10月21日 | It's so fine!/雨やどり                                                                                     | アクア（雨宮天）、めぐみん（高橋李依）、ダクネス（茅野愛衣） | 「雨やどり」 | ゲーム『この素晴らしい世界に祝福を！ 〜この欲望の衣装に寵愛を！〜』エンディングテーマ                           |
| 2020年10月21日 | It's so fine!/雨やどり                                                                                     | めぐみん（高橋李依） | 「雨やどり」 | ゲーム『この素晴らしい世界に祝福を！ 〜この欲望の衣装に寵愛を！〜』エンディングテーマ                           |
| 2020年12月2日  | THE IDOLM@STER MILLION LIVE! ZWEIGLANZ アライアンス・スターダスト                                          | ZWEIGLANZ | 「アライアンス・スターダスト」 「Shine My Way」                                                                                    | ゲーム『アイドルマスター ミリオンライブ！ シアターデイズ』関連曲                                                |
| 2021年1月27日  | 彼女、お借りします BD第4巻特典CD                                                                           | 桜沢墨（高橋李依） | 「Favorite Lover」 「桜selfish」                                                                                                   | テレビアニメ『彼女、お借りします』関連曲                                                                        |
| 2021年1月27日  | 彼女、お借りします ゲーマーズ全巻購入特典CD                                                                | 水原千鶴（雨宮天）、七海麻美（悠木碧）、更科瑠夏（東山奈央）、桜沢墨（高橋李依） | 「Favorite Lover」 | テレビアニメ『彼女、お借りします』関連曲                                                                        |
| 2021年1月27日  | PHANTASY STAR ONLINE 2 キャラクターソングCD〜Song Festival〜VI                                             | リュドミラ（高橋李依） | 「アドミラリ・リュドミラリ」 | ゲーム『ファンタシースターオンライン2』関連曲                                                                   |
| 2021年2月10日  | 劇場版「美少女戦士セーラームーンEternal」 キャラクターソング集 Eternal Collection                          | セレセレ（上田麗奈）、パラパラ（諸星すみれ）、ジュンジュン（原優子）、ベスベス（高橋李依） | 「Welcome to the circus」 | 劇場アニメ『劇場版 美少女戦士セーラームーンEternal』関連曲                                                      |
| 2021年2月26日  | One Room サードシーズン BD特典CD                                                                           | 七橋御乃梨（高橋李依） | 「雪の街と空想ライムマシン」 | テレビアニメ『One Room サードシーズン』主題歌                                                                   |
| 2021年2月      | AIカードダス／アニメ『ゼノンザード＜ZENONZARD＞』 ベストアルバム「ELEMENTS」                               | ヒナリア・ダーケンド（高橋李依） | 「排他的メランコリー」 | ゲーム『ゼノンザード』挿入歌                                                                                    |
| 2021年3月24日  | Re:ゼロから始める異世界生活 キャラクターソングアルバム                                                     | エミリア（高橋李依）、レム（水瀬いのり）、ラム（村川梨衣） | 「ゼロから始める異世界体操！」 | パチスロ『Re:ゼロから始める異世界生活』関連曲                                                                   |
| 2021年3月24日  | Re:ゼロから始める異世界生活 キャラクターソングアルバム                                                     | エミリア（高橋李依）、レム（水瀬いのり）、ラム（村川梨衣） | 「Re:lation」 | テレビアニメ『Re:ゼロから始める異世界生活』シリーズ&ゲーム『プリンセスコネクト！Re:Dive』コラボレーションソング |
| 2021年3月24日  | Re:ゼロから始める異世界生活 キャラクターソングアルバム                                                     | エミリア（高橋李依）、レム（水瀬いのり）、ラム（村川梨衣） | 「Chu♡Loveサマー」 | テレビアニメ『Re:ゼロから始める異世界生活』関連曲                                                               |
| 2021年3月24日  | Re:ゼロから始める異世界生活 キャラクターソングアルバム                                                     | エミリア（高橋李依） | 「Door」 | テレビアニメ『Re:ゼロから始める異世界生活』挿入歌                                                               |
| 2021年6月2日   | Fate/Grand Carnival 1st Season 完全生産限定版特典CD                                                        | マシュ・キリエライト（高橋李依）、ニトクリス（田中美海）、エリザベート・バートリー（大久保瑠美）、酒呑童子（悠木碧）、茨木童子（東山奈央）、女王メイヴ（佐倉綾音）、アタランテ（早見沙織）、謎のヒロインX（川澄綾子）、イシュタル（植田佳奈）、ネロ・クラウディウス（丹下桜）、シトナイ（門脇舞以） | 「すーぱー☆あふぇくしょん」 | OVA『Fate/Grand Carnival』テーマソング                                                                          |
| 2021年7月21日  | 百華繚乱 参                                                                                                | 御華見衆 椿組 | 「結絆華」 | ゲーム『天華百剣 -斬-』関連曲                                                                                   |
| 2022年1月14日  | Princess Letter(s)! フロムアイドル リトル・シークレット                                                    | 雁矢よしの（高橋李依） | 「リトル・シークレット（feat.TAKU INOUE）」                                                                                        | 『Princess Letter(s)! フロムアイドル』関連曲                                                                    |
| 2022年1月19日  | THE IDOLM@STER STARLIT SEASON 02                                                                           | DIAMANT | 「1st Call」 | ゲーム『アイドルマスター スターリットシーズン』関連曲                                                           |
| 2022年2月26日  | Princess Letter(s)! フロムアイドル Floating Flower(s)!                                                     | 雁矢よしの（高橋李依）、水茎あやめ（楠木ともり）、金魚鉢たより（芹澤優） | 「Floating Flower(s)!」 | 『Princess Letter(s)! フロムアイドル』関連曲                                                                    |
| 2022年4月13日  | THE IDOLM@STER STARLIT SEASON 04                                                                           | 星井美希（長谷川明子）、四条貴音（原由実）、我那覇響（沼倉愛美）、DIAMANT | 「オーバーマスター（M@STER VERSION）」                                                                                             | ゲーム『アイドルマスター スターリットシーズン』関連曲                                                           |
| 2022年4月13日  | THE IDOLM@STER STARLIT SEASON 04                                                                           | 天海春香（中村繪里子）、水瀬伊織（釘宮理恵）、菊地真（平田宏美）、我那覇響（沼倉愛美）、安部菜々（三宅麻理恵）、双葉杏（五十嵐裕美）、春日未来（山崎はるか）、田中琴葉（種田梨沙）、大崎甘奈（黒木ほの香）、大崎甜花（前川涼子）、奥空心白（田中あいみ）、詩花（高橋李依）                          | 「KAWAII ウォーズ」 | ゲーム『アイドルマスター スターリットシーズン』関連曲                                                           |
| 2022年4月13日  | THE IDOLM@STER STARLIT SEASON 04                                                                           | Project LUMINOUS、DIAMANT | 「GR＠TITUDE」 | ゲーム『アイドルマスター スターリットシーズン』関連曲                                                           |
| 2022年4月13日  | THE IDOLM@STER STARLIT SEASON 04                                                                           | DIAMANT | 「GR＠TITUDE」 | ゲーム『アイドルマスター スターリットシーズン』関連曲                                                           |
| 2022年7月13日  | 「からかい上手の高木さん3&劇場版」Cover Song Collection                                                    | 高木さん（高橋李依） | 「夢で逢えたら」 「Over Drive」 「ひまわりの約束」 「じょいふる」 「サンタが街にやってくる」 「スノーマジックファンタジー」 「花」 | テレビアニメ『からかい上手の高木さん3』エンディングテーマ                                                       |
| 2022年7月13日  | 「からかい上手の高木さん3&劇場版」Cover Song Collection                                                    | 高木さん with 2年2組 | 「学園天国」 | テレビアニメ『からかい上手の高木さん3』エンディングテーマ                                                       |
| 2022年7月13日  | 「からかい上手の高木さん3&劇場版」Cover Song Collection                                                    | 高木さん（高橋李依） | 「明日への扉」 「天体観測」 「fragile」 「君に届け」                                                                               | 劇場アニメ『劇場版 からかい上手の高木さん』エンディングテーマ                                                   |
| 2022年8月12日  | Princess Letter(s)! フロムアイドル Sprout                                                                  | 雁矢よしの（高橋李依） | 「Sprout（feat. KOTONOHOUSE）」 | 『Princess Letter(s)! フロムアイドル』関連曲                                                                    |
| 2022年9月28日  | 最近雇ったメイドが怪しい オリジナル・サウンドトラック                                                      | リリス（高橋李依） | 「虹の彼方へ」 | テレビアニメ『最近雇ったメイドが怪しい』挿入歌                                                                  |
| 2022年11月23日 | この素晴らしい世界に祝福を！ファンタスティックデイズ ソング・コレクション                                  | アクア（雨宮天）、めぐみん（高橋李依）、ダクネス（茅野愛衣）、カズマ（福島潤） | 「わが人生最良の日」 | ゲーム『この素晴らしい世界に祝福を！ファンタスティックデイズ』第1部エンディングテーマ                           |
| 2022年11月23日 | この素晴らしい世界に祝福を！ファンタスティックデイズ ソング・コレクション                                  | カズマ（福島潤）、めぐみん（高橋李依） | 「いけずな果実」 | ゲーム『この素晴らしい世界に祝福を！ファンタスティックデイズ』関連曲                                            |
| 2022年11月23日 | この素晴らしい世界に祝福を！ファンタスティックデイズ ソング・コレクション                                  | 爆裂女神ララティーナ with カズマP（福島潤） | 「Best Party」 | ゲーム『この素晴らしい世界に祝福を！ファンタスティックデイズ』関連曲                                            |
| 2022年11月23日 | この素晴らしい世界に祝福を！ファンタスティックデイズ ソング・コレクション                                  | めぐみん（高橋李依） | 「わが人生最良の日」 | ゲーム『この素晴らしい世界に祝福を！ファンタスティックデイズ』関連曲                                            |
| 2022年11月30日 | Flop Around                                                                                                | 和泉沢愛生（伊藤美来）、アメリア・アーヴィング（竹達彩奈）、イリヤ・イリューヒン（高橋李依）、バイ・モンファ（金元寿子）、カリン・イステル（高野麻里佳） | 「Flop Around」 | テレビアニメ『恋愛フロップス』エンディングテーマ                                                                |
| 2023年1月25日  | トモちゃんは女の子！ Blu-ray&DVD第1巻完全生産限定版特典CD                                                  | 相沢智（高橋李依）、群堂みすず（日高里菜）、キャロル・オールストン（天城サリー） | 「yurukuru＊love」 | テレビアニメ『トモちゃんは女の子！』エンディングテーマ                                                          |
| 2023年1月25日  | 恋愛フロップス Blu-ray BOX上巻 エンディングテーマ ソロver.DLカード                                         | イリヤ・イリューヒン（高橋李依） | 「Flop Around」 | テレビアニメ『恋愛フロップス』エンディングテーマ                                                                |
| 2023年3月22日  | トモちゃんは女の子！Blu-ray&DVD第3巻完全生産限定版特典CD                                                   | 相沢智（高橋李依） | 「ゆるくねこ」 「どんぐりころころ（トモver.）」                                                                                    | テレビアニメ『トモちゃんは女の子！』関連曲                                                                      |
| 2023年4月26日  | JUMP IN | めぐみん（高橋李依）、ゆんゆん（豊崎愛生） | 「JUMP IN」 | テレビアニメ『この素晴らしい世界に爆焔を!』エンディングテーマ                                                   |
| 2023年4月26日  | JUMP IN | めぐみん（高橋李依） | 「JUMP IN」 | テレビアニメ『この素晴らしい世界に爆焔を!』関連曲                                                               |
| 2023年6月9日   | Princess Letter(s)! フロムアイドル 言花Letter(s)!                                                          | 雁矢よしの（高橋李依）、水茎あやめ（楠木ともり）、金魚鉢たより（芹澤優） | 「言花Letter(s)!」 | 『Princess Letter(s)! フロムアイドル』関連曲                                                                    |
| 2023年6月10日  | トワツガイ Original Soundtrack                                                                             | カラス（近藤玲奈）、ハクチョウ（立花理香）、エナガ（立花日菜）、スズメ（高橋李依）、フクロウ（小泉萌香）、フラミンゴ（和氣あず未）、ツル（上田麗奈）、ハチドリ（富田美憂）、モズ（鬼頭明里）、ツバメ（日向未南）                                                                                    | 「トワノユメ」 | ゲーム『トワツガイ』関連曲                                                                                      |
| 2023年6月28日  | トモちゃんは女の子！Blu-ray&DVD第6巻完全生産限定版特典CD                                                   | 相沢智（高橋李依）、久保田淳一郎（石川界人） | 「バトルダンスダンス」 | テレビアニメ『トモちゃんは女の子！』関連曲                                                                      |
| 2023年7月5日   | 【推しの子】 キャラクターソングCD Vol.1                                                                    | B小町 アイ（高橋李依） | 「START☆T☆RAIN -アイ Solo Ver.-」 「サインはB -アイ Solo Ver.-」 「HEART's♡KISS -アイ Solo Ver.-」                                 | テレビアニメ『【推しの子】』挿入歌                                                                              |
| 2023年7月7日   | キル×キラ×killer★                                                                                          | キル×ユア×アイドル | 「キル×キラ×killer★」 | 『モンソニ！』関連曲                                                                                            |
| 2023年9月27日  | Princess Letter(s)! フロムアイドル コンプリート・ベストアルバム                                            | 雁矢よしの（高橋李依） | 「雁矢よしのの話」 「リトル・シークレット（feat.TAKU INOUE）」 「Sprout（feat. KOTONOHOUSE）」 「言花Letter(s)!」                  | 『Princess Letter(s)! フロムアイドル』関連曲                                                                    |
| 2023年9月27日  | Princess Letter(s)! フロムアイドル コンプリート・ベストアルバム                                            | 雁矢よしの（高橋李依）、水茎あやめ（楠木ともり）、金魚鉢たより（芹澤優） | 「Spring Letter(s)!」 「Floating Flower(s)!」 「言花Letter(s)!」                                                                   | 『Princess Letter(s)! フロムアイドル』関連曲                                                                    |
| 2023年9月27日  | Princess Letter(s)! フロムアイドル コンプリート・ベストアルバム                                            | 雁矢よしの（高橋李依） | 「過ぎゆく季節の片隅で」 | ゲーム『ブレイブ フロンティア レゾナ』関連曲                                                                    |
| 2024年4月3日   | TVアニメ「スナックバス江」Cover Song Correction                                                            | 明美（高橋李依） | 「オリビアを聴きながら」 | テレビアニメ『スナックバス江』エンディングテーマ                                                                |
| 2024年4月3日   | TVアニメ「スナックバス江」Cover Song Correction                                                            | 森田（岩崎諒太）feat.明美（高橋李依） | 「SFラブストーリー」 | テレビアニメ『スナックバス江』エンディングテーマ                                                                |
| 2024年4月3日   | TVアニメ「スナックバス江」Cover Song Correction                                                            | 明美（高橋李依） | 「あゝ無情」 | テレビアニメ『スナックバス江』エンディングテーマ                                                                |
| 2024年4月3日   | TVアニメ「スナックバス江」Cover Song Correction                                                            | 山田（阿座上洋平）、明美（高橋李依） | 「目を閉じておいでよ」 | テレビアニメ『スナックバス江』エンディングテーマ                                                                |
| 2024年4月3日   | TVアニメ「スナックバス江」Cover Song Correction                                                            | 明美（高橋李依）、バス江（斉藤貴美子） | 「恋のバカンス」 | テレビアニメ『スナックバス江』エンディングテーマ                                                                |
| 2024年4月10日  | あの日のままのぼくら                                                                                       | アクア（雨宮天）、めぐみん（高橋李依）、ダクネス（茅野愛衣） | 「あの日のままのぼくら」 | テレビアニメ『この素晴らしい世界に祝福を！３』エンディングテーマ                                                |
| 2024年4月10日  | あの日のままのぼくら                                                                                       | めぐみん（高橋李依） | 「あの日のままのぼくら」 | テレビアニメ『この素晴らしい世界に祝福を！３』関連曲                                                            |
| 2024年6月26日  | この素晴らしい世界に祝福を!「このラッキートリガーに祝福を!」SONG COLLECTION                                | カズマ（福島潤）、アクア（雨宮天）、めぐみん（高橋李依）、ダクネス（茅野愛衣） | 「Not Alone」 | パチンコ『このラッキートリガーに祝福を！』関連曲                                                                |
| 2024年6月26日  | この素晴らしい世界に祝福を!「このラッキートリガーに祝福を!」SONG COLLECTION                                | めぐみん（高橋李依） | 「ランランエクスプロージョン」 | パチンコ『このラッキートリガーに祝福を！』関連曲                                                                |
| 2024年6月26日  | JELEE BOX                                                                                                  | JELEE | 「最強ガール」 「月の温度」 「渋谷アクアリウム」 「青一色」 「深海遊泳」 「1日は25時間。」 「カラフルムーンライト 弾き語りver.」   | テレビアニメ『夜のクラゲは泳げない』挿入歌                                                                      |
| 2024年6月26日  | 夜のクラゲは泳げない Original Soundtrack                                                                   | サンフラワードールズ | 「カラフルムーンライト」 | テレビアニメ『夜のクラゲは泳げない』関連曲                                                                      |
| 2024年6月26日  | 「夜のクラゲは泳げない」Blu-ray Vol.1 特典CD「カラフルムーンライト 橘ののかver.／瀬藤メロver.」            | 橘ののか（高橋李依） | 「カラフルムーンライト 橘ののかver.」                                                                                              | テレビアニメ『夜のクラゲは泳げない』関連曲                                                                      |
| 2024年7月17日  | 回転木馬とワルツ                                                                                           | エナガ（立花日菜）、スズメ（高橋李依） | 「回転木馬とワルツ」 | ゲーム『トワツガイ』関連曲                                                                                      |
| 2024年11月14日 | TVアニメ「Re:ゼロから始める異世界生活」 キャラクターソングアルバム                                         | エミリア(高橋李依)、レム（水瀬いのり）、ラム(村川梨衣) | 「きっとStep by step」 | ゲーム 「プリンセスコネクト!Re:Dive」 コラボ関連楽曲                                                            |
| 2024年11月14日 | TVアニメ「Re:ゼロから始める異世界生活」 キャラクターソングアルバム                                         | エミリア(高橋李依)、ラム（村川梨衣）、ベアトリス(新井里美) | 「異世界マーチでエル！ウル！アル！」                                                                                               | スロット『Re:ゼロから始める異世界生活 season2』関連楽曲                                                         |
| 2024年11月14日 | TVアニメ「Re:ゼロから始める異世界生活」 キャラクターソングアルバム                                         | エミリア(高橋李依) | 「The future with you」 | スマパチ『Re:ゼロから始める異世界生活 season2』関連楽曲                                                         |
| 2024年11月14日 | TVアニメ「Re:ゼロから始める異世界生活」 キャラクターソングアルバム                                         | エミリア(高橋李依) | 「my proof」 | ゲーム『Re:ゼロから始める異世界生活 INFINITY』関連楽曲                                                          |
| 2024年11月14日 | TVアニメ「Re:ゼロから始める異世界生活」 キャラクターソングアルバム                                         | エミリア(高橋李依) | 「I Trust You」 | TVアニメ 『Re:ゼロから始める異世界生活 3rd season』挿入歌                                                       |
| 2024年11月28日 | 彼女、お借りします 〜水平線と水着の彼女〜 限定盤特典サウンドトラック                                       | 水原千鶴（雨宮天）、七海麻美（悠木碧）、更科瑠夏（東山奈央）、桜沢墨（高橋李依）、八重森みに（芹澤優） | 「サイダーの向こう」 | ゲーム『彼女、お借りします 〜水平線と水着の彼女〜』オープニングテーマ                                           |
| 2024年11月28日 | 彼女、お借りします 〜水平線と水着の彼女〜 限定盤特典サウンドトラック                                       | 桜沢墨（高橋李依） | 「サイダーの向こう -桜沢墨 ver.-」                                                                                                 | ゲーム『彼女、お借りします 〜水平線と水着の彼女〜』関連曲                                                       |
| 2025年2月5日   | Dokkin♢魔法つかいプリキュア!!Part3〜MIRAI DAYS〜/キセキラリンク                                            | キュアミラクル（高橋李依）、キュアマジカル（堀江由衣）、キュアフェリーチェ（早見沙織） | 「キセキラリンク」 | テレビアニメ『魔法つかいプリキュア!!〜MIRAI DAYS〜』エンディングテーマ                                          |
| 2025年2月5日   | ありがと、大好きになってくれて                                                                             | 恋太郎ファミリー | 「ありがと、大好きになってくれて」                                                                                                 | テレビアニメ『君のことが大大大大大好きな100人の彼女』第2期オープニングテーマ                                    |
| 2025年2月5日   | ありがと、大好きになってくれて                                                                             | 原賀胡桃（進藤あまね）、銘戸芽衣（三森すずこ）、須藤育（高橋李依）、美杉美々美（Lynn）、華暮愛々（高尾奏音） | 「Unmei?」 | テレビアニメ『君のことが大大大大大好きな100人の彼女』第2期エンディングテーマ                                    |
| 2025年2月5日   | ありがと、大好きになってくれて                                                                             | 原賀胡桃（進藤あまね）、須藤育（高橋李依）、美杉美々美（Lynn）、華暮愛々（高尾奏音） | 「Unmei? -胡桃・育・美々美・愛々ver.-」                                                                                            | テレビアニメ『君のことが大大大大大好きな100人の彼女』第2期エンディングテーマ                                    |
| 2025年2月19日  | 笑顔のおかわり                                                                                             | JELEE | 「笑顔のおかわり」 | 漫画『神楽がゆく!』イメージソング テレビアニメ『夜のクラゲは泳げない』関連曲                                    |
| 2025年3月19日  | 恋太郎ファミリー歌謡祭                                                                                     | 須藤育（高橋李依） | 「最高最強splash」 | テレビアニメ『君のことが大大大大大好きな100人の彼女』第2期挿入歌                                                |
| 2025年3月26日  | 『ギルドの受付嬢ですが、残業は嫌なのでボスをソロ討伐しようと思います』 1 完全生産限定版 Blu-ray/DVD 特典CD | アリナ・クローバー（高橋李依） | 「残業なんてクソくらえ！」 | テレビアニメ『ギルドの受付嬢ですが、残業は嫌なのでボスをソロ討伐しようと思います』関連曲                        |
| 2025年4月23日  | 『ギルドの受付嬢ですが、残業は嫌なのでボスをソロ討伐しようと思います』 2 完全生産限定版 Blu-ray/DVD 特典CD | アリナ・クローバー（高橋李依） | 「残業体操 Solo Ver.」 | テレビアニメ『ギルドの受付嬢ですが、残業は嫌なのでボスをソロ討伐しようと思います』関連曲                        |
| 2025年4月23日  | 『ギルドの受付嬢ですが、残業は嫌なのでボスをソロ討伐しようと思います』 2 完全生産限定版 Blu-ray/DVD 特典CD | アリナ・クローバー（高橋李依）、ライラ（芹澤優） | 「残業体操」 | テレビアニメ『ギルドの受付嬢ですが、残業は嫌なのでボスをソロ討伐しようと思います』関連曲                        |
| 2025年6月25日  | TVアニメ『紫雲寺家の子供たち』音楽歌集「Sibphony:)」                                                       | 紫雲寺家の子供たち | 「LIKE YOU o(>< = ><)o LOVE YOU?」                                                                                                 | テレビアニメ『紫雲寺家の子供たち』エンディングテーマ                                                            |
| 2025年8月18日  | ってゆーか                                                                                                 | JELEE | 「ってゆーか」 | テレビアニメ『夜のクラゲは泳げない』関連曲                                                                      |

### その他参加作品
| 発売日                      | 楽曲               | 歌                                                                    | 備考                                                                          |
| --------------------------- | ------------------ | --------------------------------------------------------------------- | ----------------------------------------------------------------------------- |
| 2017年6月18日 2018年3月14日 | パラレルギャロップ | 高橋李依                                                              | イヤホンズ内で発表されたソロ曲。                                              |
| 2022年5月19日               | エクレール         | ジェニーハイ、高野麻里佳 / 台詞：梶裕貴、潘めぐみ、高橋李依、花澤香菜 | コーラスでの参加。 映画『ハケンアニメ!』主題歌。                              |
| 2024年2月2日                | アイドル           | 高橋李依（アイ役）                                                    | YOASOBIのカバー。 自身が出演するテレビアニメ『【推しの子】』の第1期OP主題歌。 |

## ライブ・イベント

### 単独イベント
| 出演日             | タイトル                                                                           | 会場                                      |
| ------------------ | ---------------------------------------------------------------------------------- | ----------------------------------------- |
| 2022年2月26日      | 高橋李依 Birthday Event 2022                                                       | Zepp DiverCity（東京都）                  |
| 2023年2月26日      | 高橋李依 1st LIVE 「Cinderella popcorn」                                           | LINE CUBE SHIBUYA（東京都）               |
| 2024年2月25日      | 高橋李依 キャラクターソングライブ 「I 編む You」 昼の部 -日常編- 夜の部 -異世界編- | カルッツかわさき（神奈川県）              |
| 2024年10月20日     | 高橋李依メンバーズクラブイベント 「りえ高祭 2024」 昼の部 -前夜祭- 夜の部 -後夜祭- | 東京ビッグサイト・TFTホール1000（東京都） |
| 2025年2月24日      | 高橋李依 キャラクターソングライブSeason2 「Talk 餡 call」 昼公演 夜公演            | カルッツかわさき（神奈川県）              |
| 2025年10月26日予定 | 高橋李依メンバーズクラブイベント 「りえ高祭 2025」 昼公演 夜公演                   | NEW PIER HALL（東京都）                   |

### 合同ライブ
| 出演日         | タイトル                                                                                   | 会場                               | 備考                       |
| -------------- | ------------------------------------------------------------------------------------------ | ---------------------------------- | -------------------------- |
| 2019年8月31日  | Animelo Summer Live 2019 -STORY-                                                           | さいたまスーパーアリーナ（埼玉県） | シークレット出演           |
| 2019年12月22日 | TVアニメ『からかい上手の高木さん』クリスマスイヴイヴイヴライブ〜あたため上手の高木サンタ〜 | 日テレらんらんホール（東京都）     |                            |
| 2020年1月19日  | ミリシタ感謝祭2019〜2020                                                                   | 舞浜アンフィシアター（千葉県）     | サプライズゲストとして出演 |
| 2022年8月7日   | 第40回小豆島まつり                                                                         | 土庄中学校グラウンド（香川県）     |                            |
| 2023年2月12日  | THE IDOLM@STER M@STERS OF IDOL WORLD!!!!! 2023                                             | 東京ドーム（東京都）               | 2日目のみ出演              |
| 2024年1月20日  | 全プリキュア 20th Anniversary LIVE!                                                        | 横浜アリーナ（神奈川県）           |                            |
| 2025年5月18日  | 魔法つかいプリキュア!!〜MIRAI DAYS〜後夜祭                                                 | シアターGロッソ（東京都）          |                            |